# Habitatge a la plaça de Fra Bernadí, 32-33 (Manlleu)
L'edifici de la plaça de Fra Bernadí, 32-33 és una obra noucentista de Manlleu (Osona) inclosa a l'Inventari del Patrimoni Arquitectònic de Catalunya.

## Descripció
Edifici de tres pisos, amb un cos en el xamfrà en forma de torre. En el pis principal i el primer es combinen els balcons (dobles o senzills) amb baranes de ferro forjat i finestres allargades.
Al tercer pis es combinen uns trams de galeria- oberta amb finestres quadrades -separades per columnes, i finestres quadrades. Està format per una estructura de tres cossos; un de central (a la cantonada) en forma de torre, coberta per una teulada a quatre vessants i dos més allargats de planta rectangular, adossats al cos central (torre).
La façana està decorada amb esgrafiats ressaltant sobretot les llindes dels balcons i en l'espai que hi ha entre finestra i finestra, en els balcons dobles. La iconografia predominant són els motius vegetals i geomètrics.

## Història
Per potenciar l'estalvi entre el proletariat es va partir de la idea del bisbe Francesc Aguilar i Serrat per crear la Caixa d'Estalvis i Pensions de Manlleu (1896), tot i ser el bisbe Josep Morgades i Gili qui la consolidà.
Aquesta casa fou comprada per la Caixa d'Estalvis de Manlleu, i actualment encara es coneix amb el nom de "casa de la Caixa", malgrat aquesta entitat no hi tingui cap oficina.